# Mietoinen
Mietoinen este o fostă comună din Finlanda.